# Dekanat rakowski
Dekanat rakowski – jeden z dwunastu dekanatów wchodzących w skład eparchii mołodeczańskiej Egzarchatu Białoruskiego Patriarchatu Moskiewskiego.

## Parafie w dekanacie
- Parafia Opieki Matki Bożej w Dorach
  - Cerkiew Opieki Matki Bożej w Dorach
- Parafia św. Jana Chrzciciela w Galimcach
  - Cerkiew św. Jana Chrzciciela w Galimcach
- Parafia św. Eufrozyny Połockiej w Iwieńcu
  - Cerkiew św. Eufrozyny Połockiej w Iwieńcu
- Parafia Wniebowstąpienia Pańskiego w Jarszewiczach
  - Cerkiew Wniebowstąpienia Pańskiego w Jarszewiczach
- Parafia Świętej Trójcy w Kijewcu
  - Cerkiew Świętej Trójcy w Kijewcu
- Parafia św. Anny w Pierszajach
  - Cerkiew św. Anny w Pierszajach
- Parafia św. Mikołaja Cudotwórcy w Pralnikach
  - Cerkiew św. Mikołaja Cudotwórcy w Pralnikach
- Parafia Przemienienia Pańskiego w Rakowie
  - Cerkiew Przemienienia Pańskiego w Rakowie
  - Kaplica św. Mikołaja Cudotwórcy w Duszkowie
- Parafia św. Aleksandra Newskiego w Wielkich Krzywiczach
  - Cerkiew św. Aleksandra Newskiego w Wielkich Krzywiczach

## Galeria

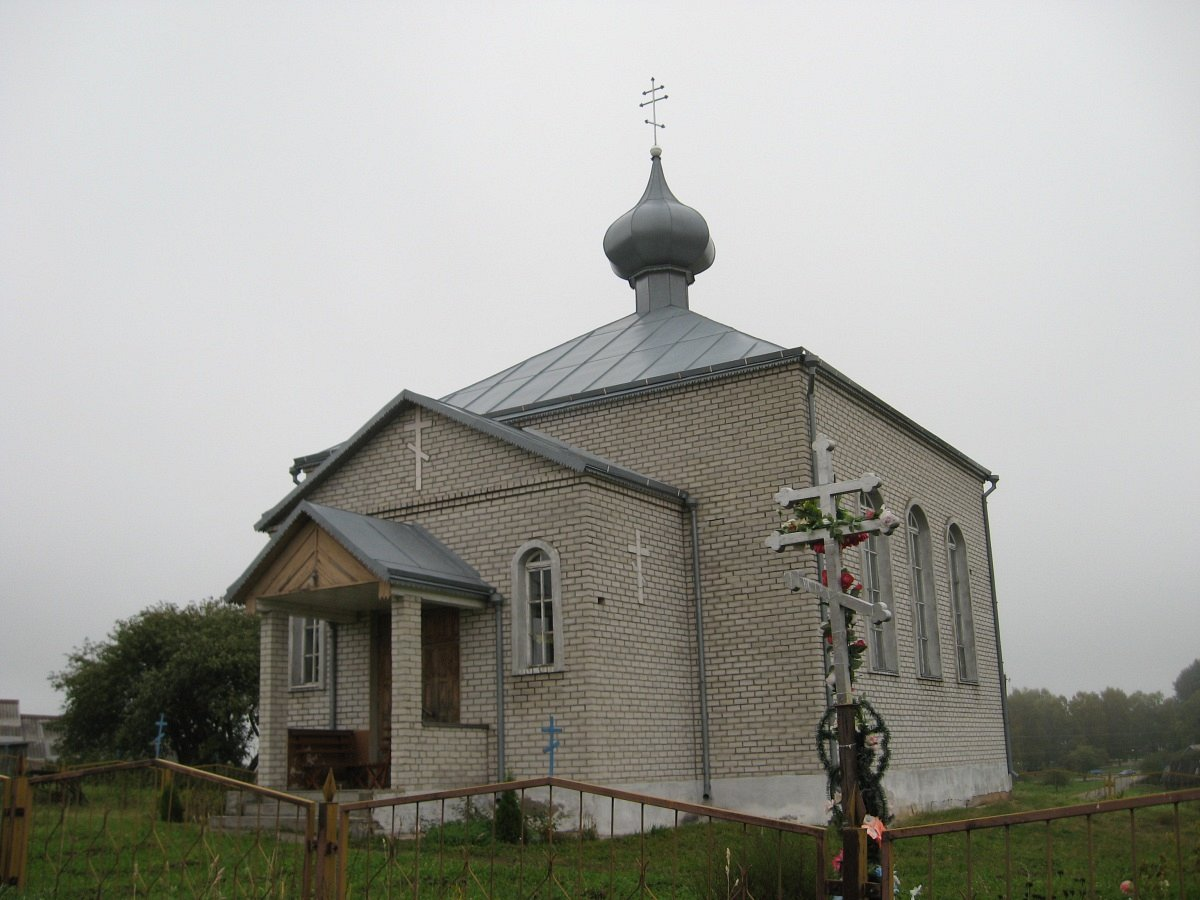
Parafia Opieki Matki Bożej w Dorach
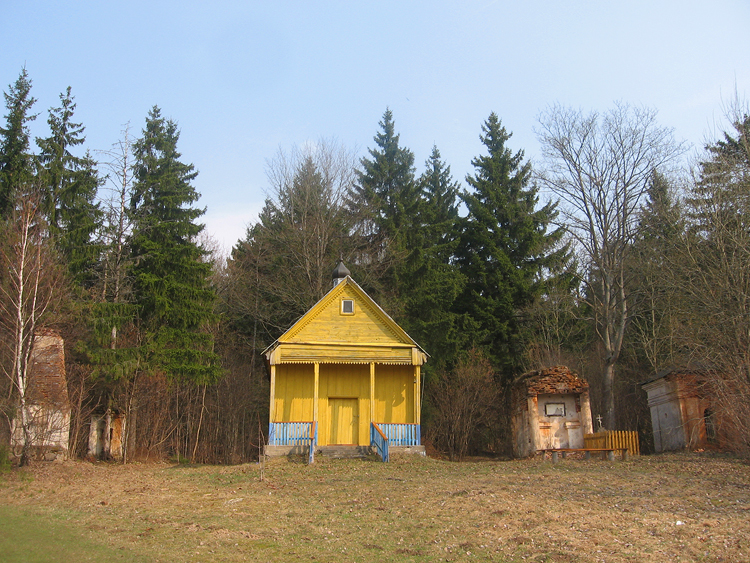
Kaplica św. Mikołaja Cudotwórcy w Duszkowie
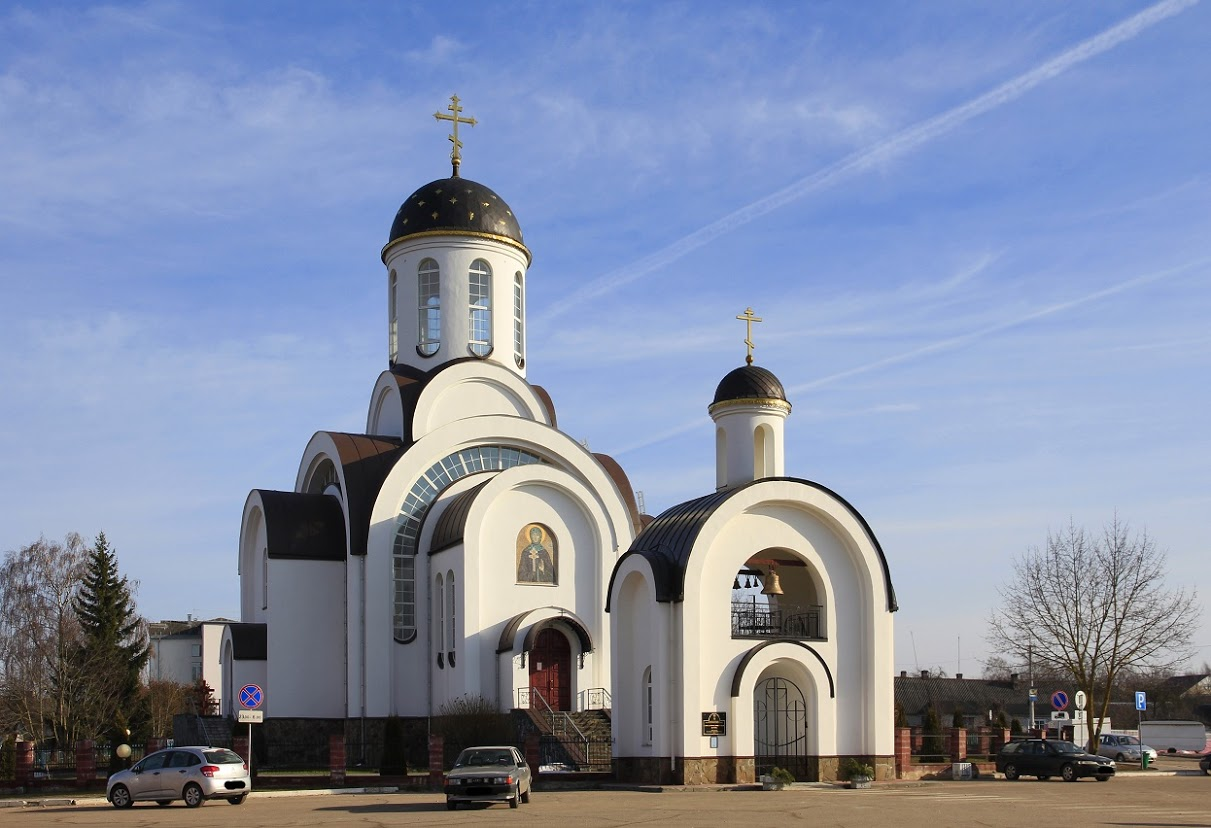
Cerkiew św. Eufrozyny Połockiej w Iwieńcu
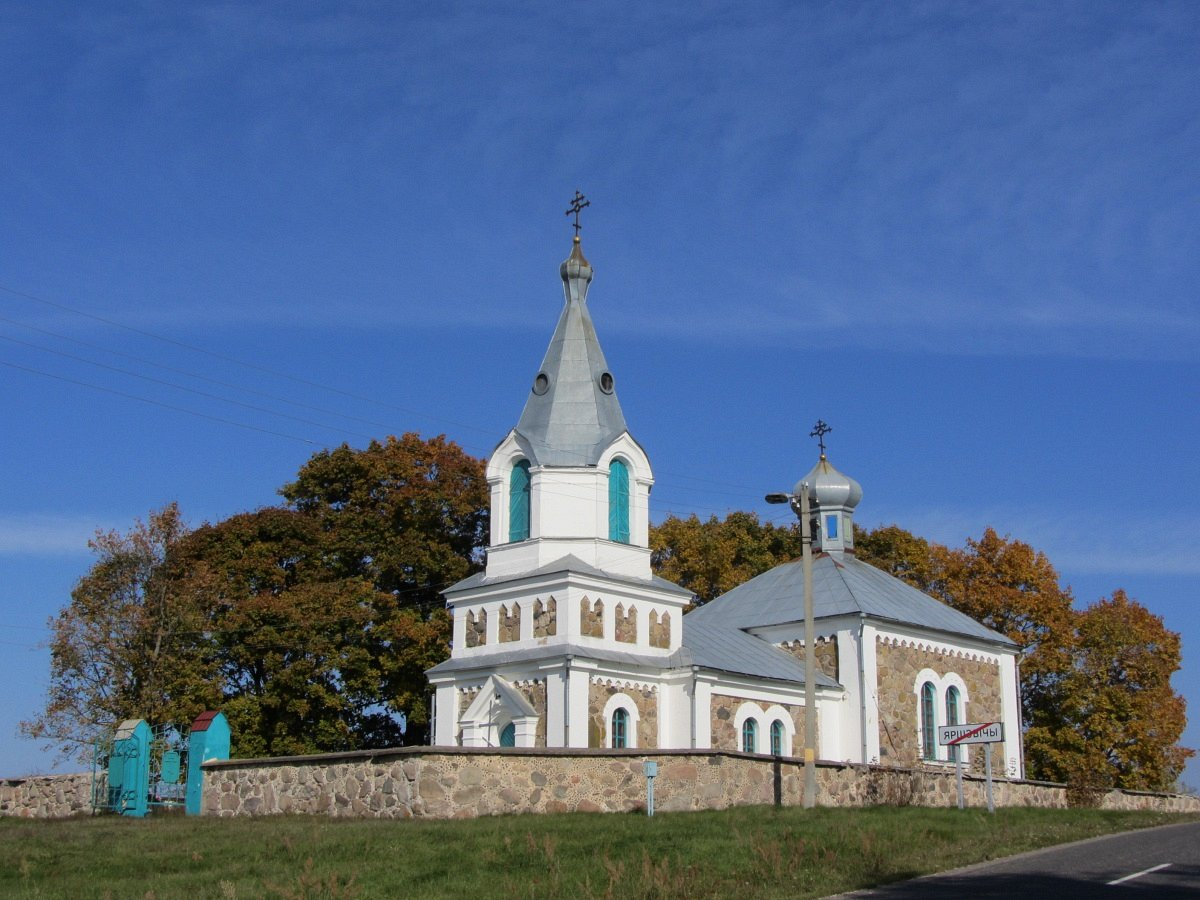
Cerkiew Wniebowstąpienia Pańskiego w Jarszewiczach
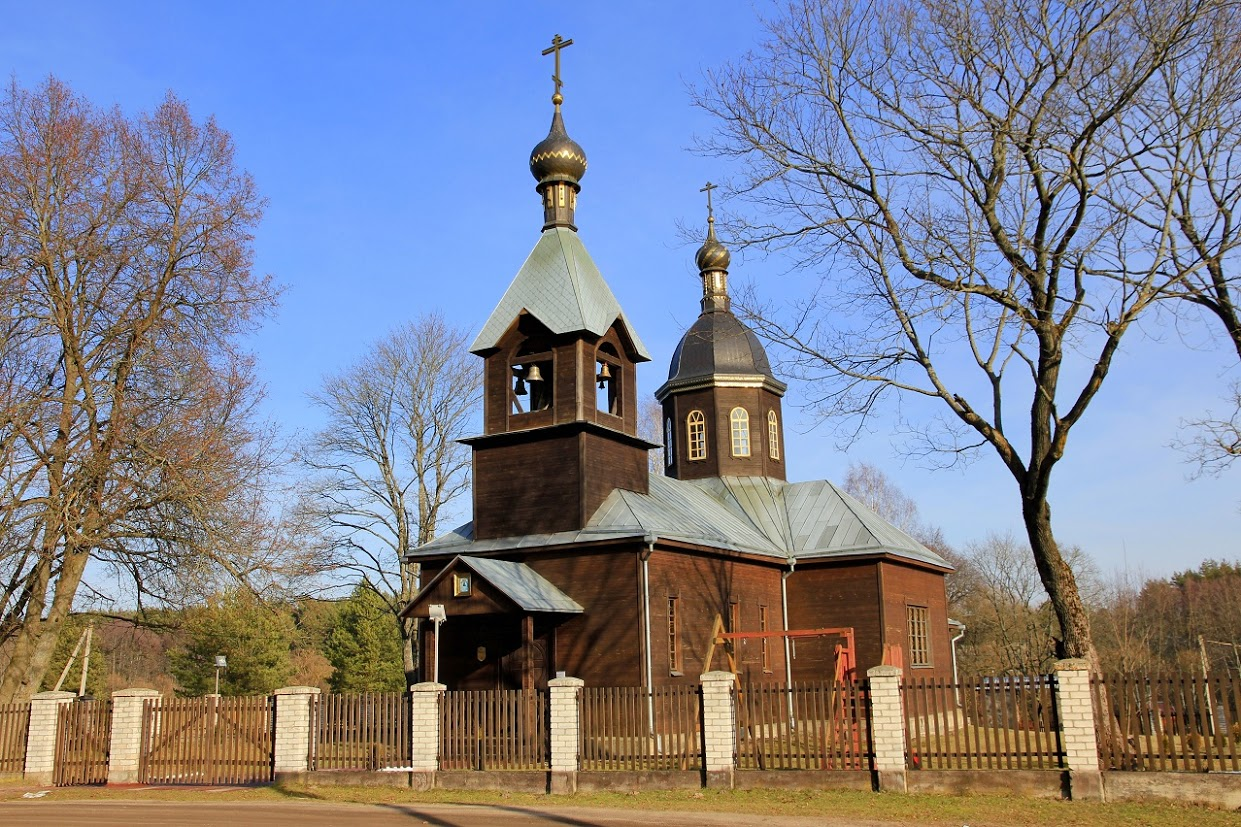
Cerkiew Świętej Trójcy w Kijewcu
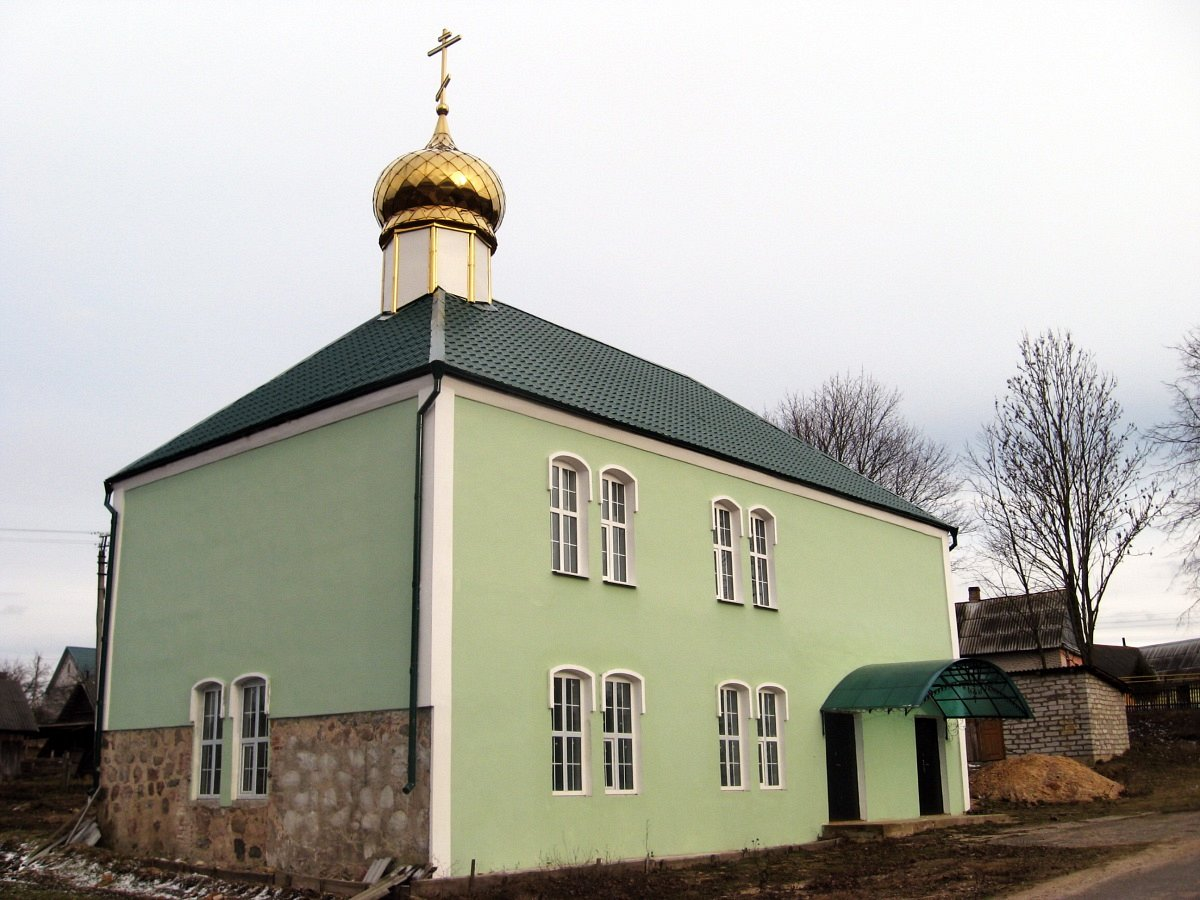
Cerkiew św. Anny w Pierszajach
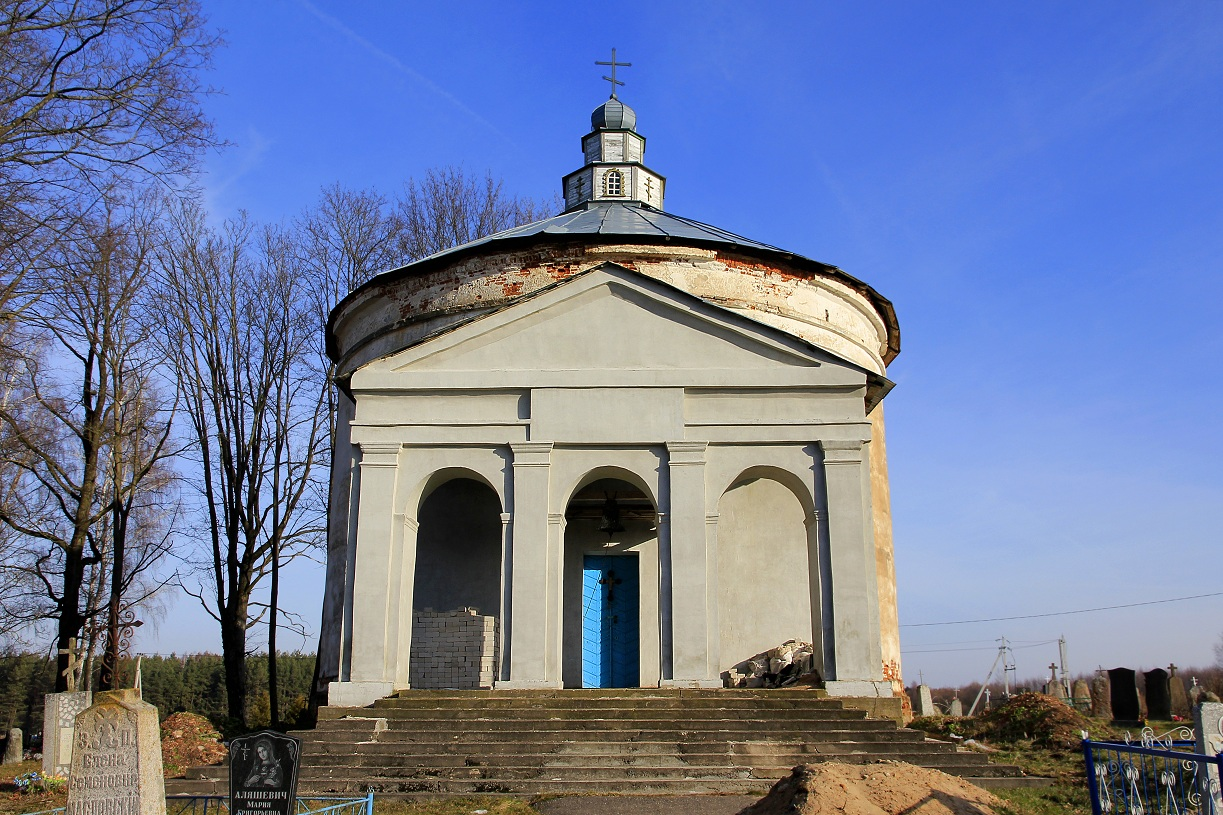
Cerkiew św. Mikołaja Cudotwórcy w Pralnikach